# Klasse van naaldbossen
De klasse van naaldbossen (Vaccinio-Piceetea) is een klasse van syntaxa die oligotrafente naaldstruweel- en naaldbosvegetatie omvat die voorkomt op zure zandgronden. In de vegetatie uit deze klasse zijn vooral naaldbomen of naaldstruiken dominant en aspectbepalend.

## Naamgeving en codering
| Vaccinio myrtilli-Piceetea abietis Br.-Bl. in Br.-Bl., Siss. & Vl. 1939                      |
| Vaccinietea uliginosi Lohm. & Tx. in Tx. 1955 nom. nud.                                      |
| Pyrolo-Pinetea Korneck 1974                                                                  |
| Roso pendulinae-Pinetea mugo Theurillat in Theurillat, Aeschimann, P.Küpfer & Spichiger 1995 |

- Frans: Forêts acidophiles à Picea des étages montagnard à alpin
- Duits: Boreal-kontinentale zwergstrauchreiche Nadelwälder, Montane bis subalpine natürliche bis naturnahe Fichtenwälder
- Syntaxoncode voor Nederland (rVvN): r44

De wetenschappelijke naam Vaccinio-Piceetea is afgeleid van de botanische namen van twee belangrijke plantensoorten van deze klasse; dit zijn blauwe bosbes (Vaccinium myrtillus) en fijnspar (Picea abies).
De Nederlandse triviale naam 'klasse van naaldbossen' is verwarrend doordat de klasse niet alleen door naaldbossen wordt vertegenwoordigd maar ook voor een aanzienlijk deel door naaldstruwelen.

## Fysiognomie
De gemeenschappen uit deze klasse kennen een relatief grote verscheidenheid qua vegetatiestructuur. De klasse bevat zowel formaties van open naaldstruwelen tot dichte, hoog opgaande naaldbossen. Aangeplante bossen worden gekenmerkt door een soortenarme boomlaag met dominantie van naaldbomen, een door het gebrek aan licht nauwelijks aanwezige struik- en kruidlaag, en een goed ontwikkelde moslaag met overwegend bladmossen.

## Ecologie

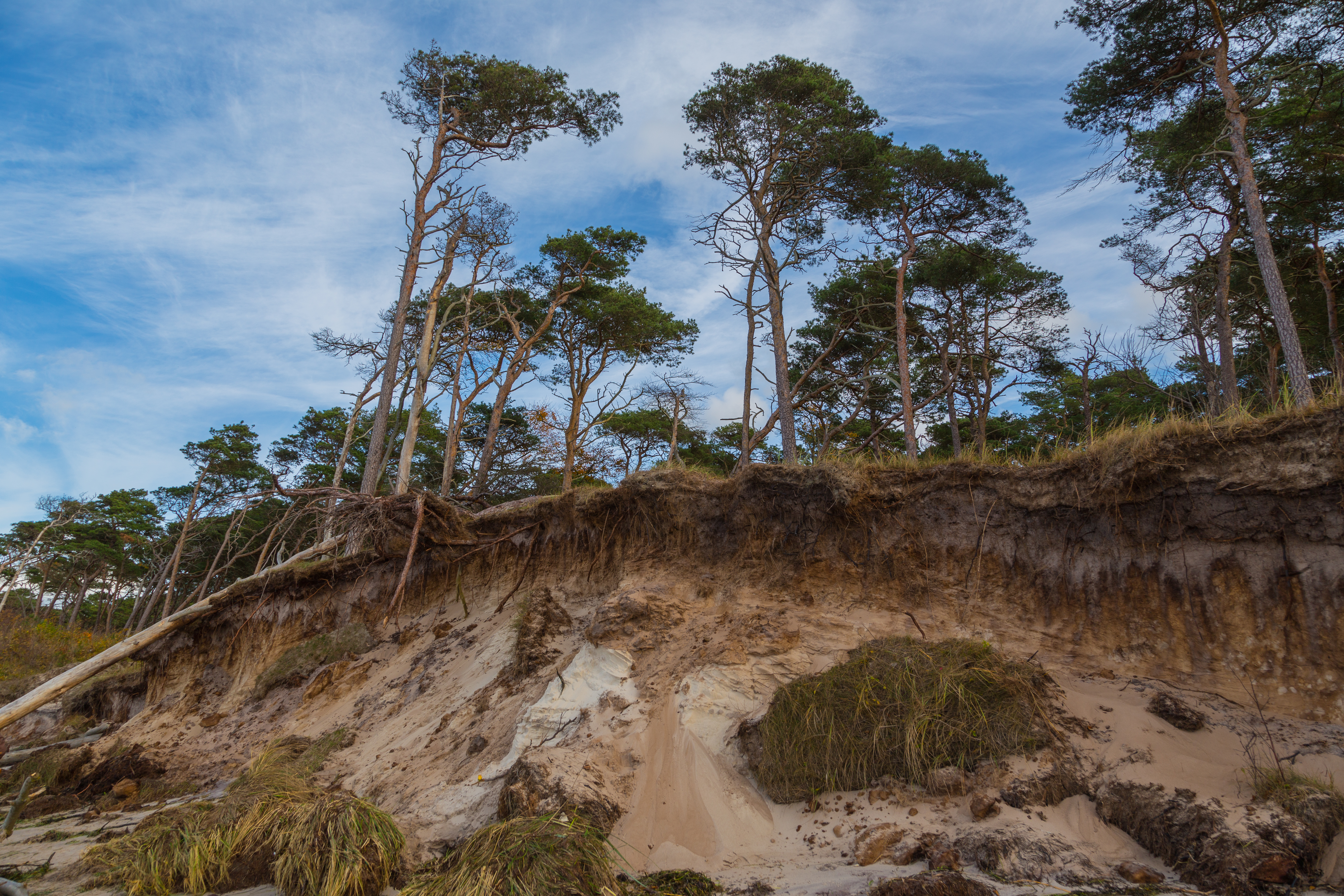
Bodemprofiel van podzolgrond.

De klasse van naaldbossen omvat zeer verscheiden naaldbos en -struweelgemeenschappen op zure, oligotrofe zandgronden. De meeste begroeiingen van deze klasse in Nederland en Vlaanderen zijn door de mens aangeplant, zoals de meeste dennenbossen op voormalige heide of in de duinen. Slechts enkele types komen spontaan voor, zoals pioniervegetatie van dennen in heidegebieden en de jeneverbesstruwelen.
Zonder beheer zullen naaldbossen op de meeste plaatsen in de Lage Landen verder evolueren naar loofbossen van de klasse van eiken- en beukenbossen op voedselarme grond (Quercetea robori-petraeae).

## Onderliggende syntaxa in Nederland en Vlaanderen
De klasse van naaldbossen wordt in Nederland en Vlaanderen vertegenwoordigd door maar één orde met één verbond. In totaal komen er uit deze klasse in Nederland en Vlaanderen drie associaties, één derivaatgemeenschap en vier rompgemeenschappen voor.
- - orde van naaldbossen (Vaccinio-Piceetalia)
    - verbond van naaldbossen (Dicrano-Pinion)
      - gaffeltandmos-jeneverbesstruweel (Dicrano-Juniperetum)
      - korstmossen-dennenbos (Cladonio-Pinetum)
      - bosbessen-dennenbos (Vaccinio-Pinetum)
      - kraaihei-dennenbos (Empetro-Pinetum)

- derivaatgemeenschap met zandzegge en duinriet (DG Carex arenaria-Calamagrostis epigejos-[Dicrano-Pinion])
- rompgemeenschap met adelaarsvaren (RG Pteridium aquilinum-[Dicrano-Pinion])
- rompgemeenschap met brede stekelvaren (RG Dryopteris dilata-[Dicrano-Pinion])
- rompgemeenschap met bronsmos en fraai haarmos (RG Pleurozium schreberi-Polytrichum formosum-[Vaccinio-Piceetea])
- rompgemeenschap met fijn laddermos en groot laddermos (RG Kindbergia praelonga-Pseudoscleropodium purum-[Vaccinio-Piceetea])

- derivaatgemeenschap met Amerikaanse vogelkers (DG Prunus serotina-[Quercion roboris/Dicrano-Pinion])
- rompgemeenschap met gestreepte witbol en gewoon struisgras (RG Holcus lanatus-Agrostis capillaris-[Quercion roboris/Dicrano-Pinion])
- rompgemeenschap met zoete haarbraam en geplooide stokbraam (RG Rubus gratus-Rubus plicatus-[Quercion roboris/Dicrano-Pinion])
- rompgemeenschap met bochtige smele (RG Avenella flexuosa-[Quercion roboris/Dicrano-Pinion])
- rompgemeenschap met pijpenstrootje (RG Molinia caerulea-[Quercion roboris/Dicrano-Pinion])

## Vegetatiezonering
In de vegetatiezonering kan de vegetatie van de klasse van naaldbossen contactgemeenschappen van een hoog aantal andere syntaxa. Tot de meest voorkomende behoren gemeenschappen van de klasse van eiken- en beukenbossen op voedselarme grond, de klasse van berkenbroekbossen, de klasse van droge heiden, de klasse van hoogveenbulten en natte heiden en de klasse van gladde witbol en havikskruiden.

### Afhankelijke gemeenschappen
Belangrijke afhankelijke gemeenschappen die als microvegetatietypen zijn aangewezen tot de vegetatie van de klasse van naaldbossen zijn de gemeenschappen van de druppelkorst-klasse en de klasse van vertakt bekermos en neptunusmos.

## Diagnostische taxa voor Nederland en Vlaanderen

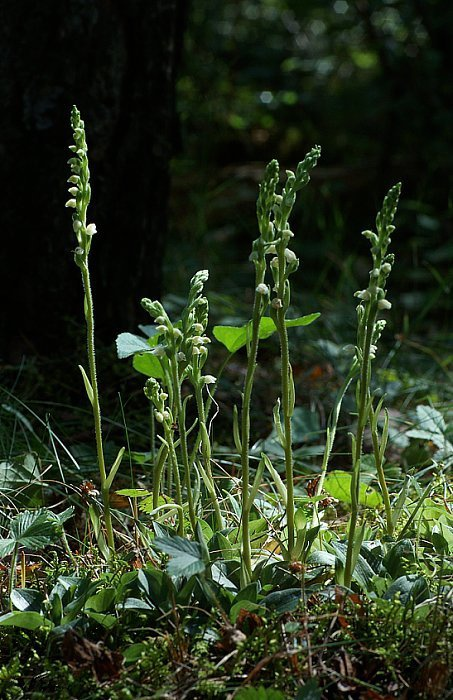
Dennenorchis

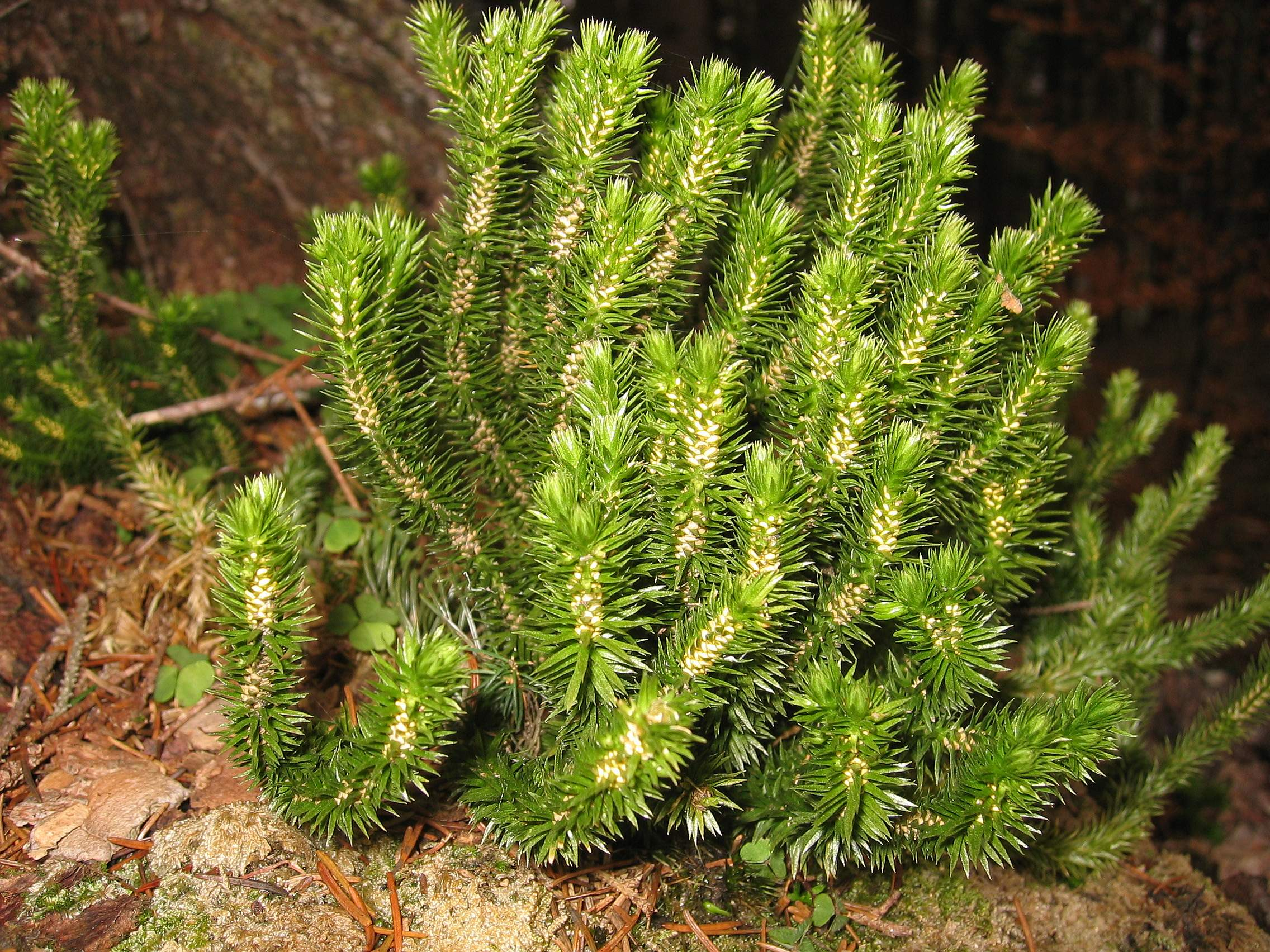
Dennenwolfsklauw

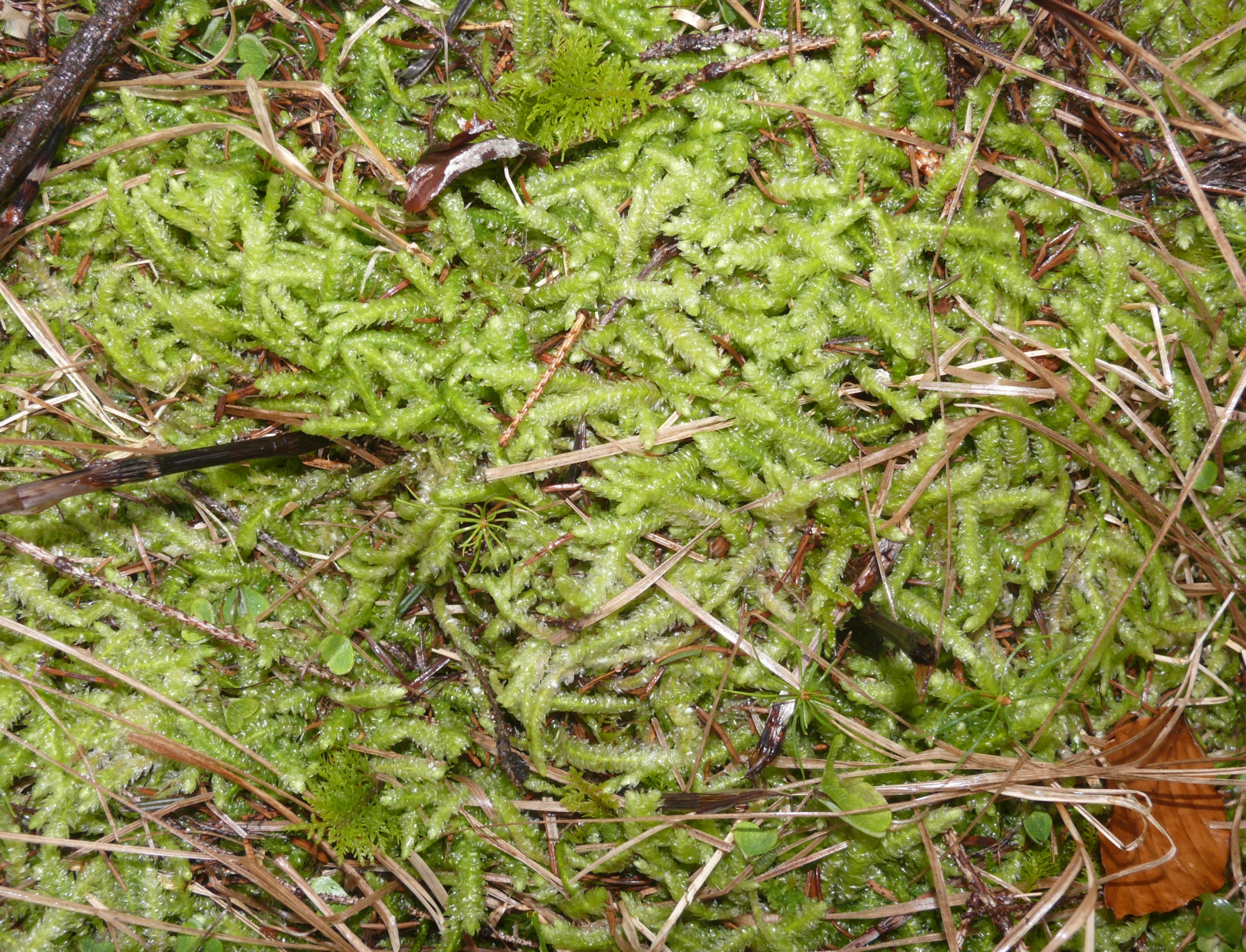
Gerimpeld platmos

Deze belangrijkste kentaxa van deze klasse bij de hogere planten zijn in Nederland en Vlaanderen zeldzaam tot zeer zeldzaam en in de praktijk dus weinig bruikbaar. Bij de mossen zijn er wel algemenere kensoorten.
Boomlaag
Geen kensoorten.
Struiklaag
Geen kensoorten.
Kruidlaag
| Kentaxon | Presentie | Triviale naam            | Botanische naam      | Opmerking                       |
| -------- | --------- | ------------------------ | -------------------- | ------------------------------- |
| kK       | < 10%     | dennenorchis             | Goodyera repens      |                                 |
| kK       | < 10%     | dennenwolfsklauw         | Huperzia selago      |                                 |
| kK       | < 10%     | stekende wolfsklauw      | Lycopodium annotinum |                                 |
| kK       | < 10%     | linnaeusklokje           | Linnaea borealis     |                                 |
| kK       | < 10%     | kleine keverorchis       | Neottia cordata      |                                 |
| kK       | < 10%     | koraalwortel             | Corallorhiza trifida |                                 |
| kK       |           | honingbes                | Lonicera caerulea    | niet in Nederland en Vlaanderen |
| kK       |           | eenbloemig wintergroen   | Moneses uniflora     | niet in Nederland en Vlaanderen |
| kK       |           | eenzijdig wintergroen    | Orthilia secunda     | niet in Nederland en Vlaanderen |
| kK       |           | groenbloemig wintergroen | Pyrola chlorantha    | niet in Nederland en Vlaanderen |
| kK       |           |                          | Rosa pendulina       | niet in Nederland en Vlaanderen |

Moslaag
| Kentaxon | Presentie | Triviale naam     | Botanische naam           |
| -------- | --------- | ----------------- | ------------------------- |
| kK       | > 10%     | gestekeld tandmos | Barbilophozia hatcheri    |
| kK       | < 10%     | gerimpeld platmos | Plagiothecium undulatum   |
| kK       | < 10%     | struisveermos     | Ptilium crista-castrensis |
| kK       | < 10%     | riempjesmos       | Rhytidiadelphus loreus    |

## Fauna
Er zijn relatief veel diersoorten die min of meer afhankelijk (en eigenlijk onderdeel) zijn van de gemeenschappen van de klasse van naaldbossen. Onder de vogels zijn dit bijvoorbeeld kruisbek, zwarte specht en goudhaan; sommige roofvogels zoals de havik en de wespendief hebben een zeer duidelijke voorkeur om hier te broeden. Onder de insecten zijn bijvoorbeeld julikever, dennenscheerder en behaarde bosmier min of meer aangewezen tot vegetatie van deze klasse.

## Fotogalerij

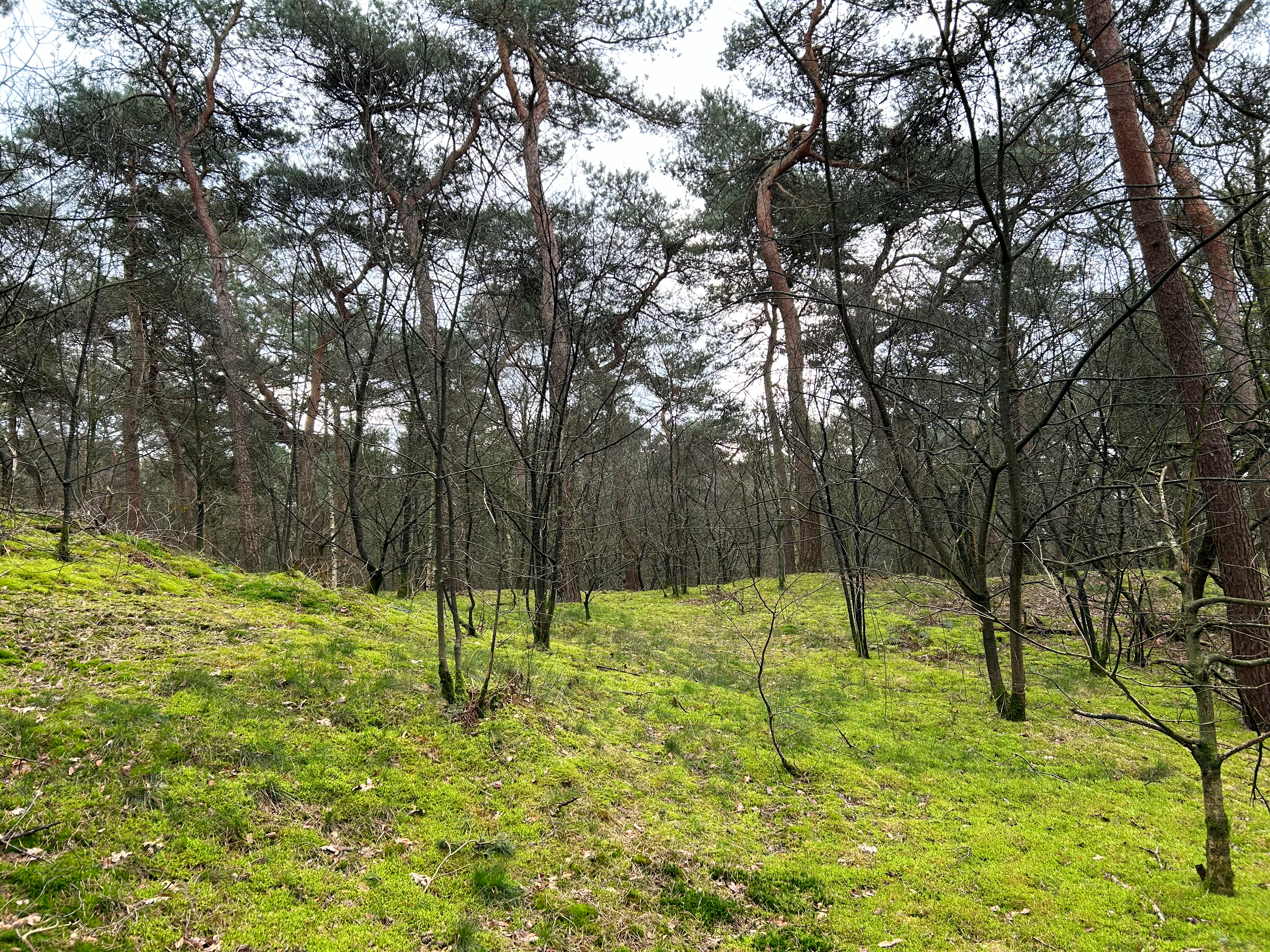
RG met groot laddermos en fijn laddermos
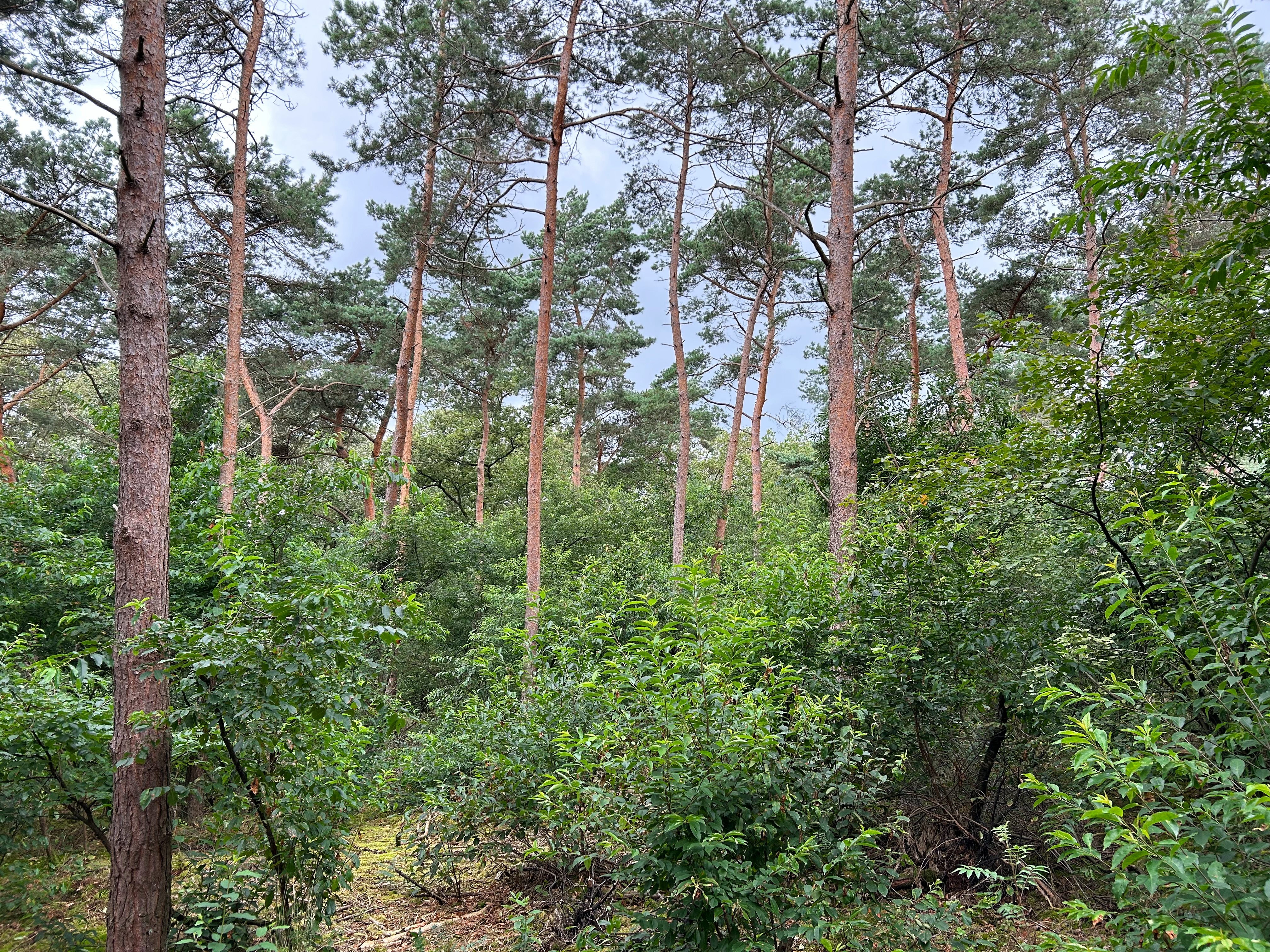
RG met Amerikaanse vogelkers
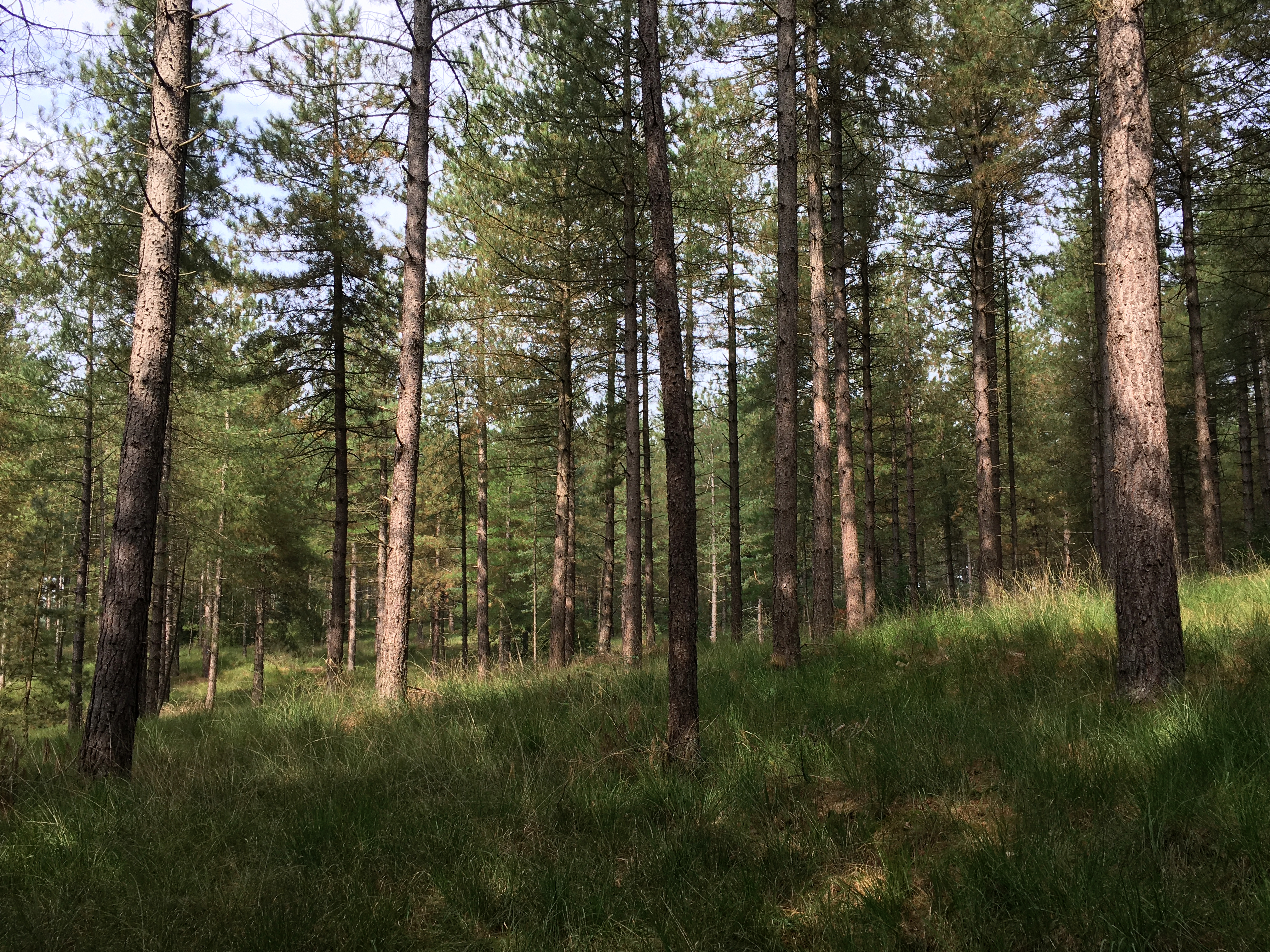
RG met pijpenstrootje